# Chiesa di San Pietro in Vincoli (Sestri Levante)
La chiesa di San Pietro in Vincoli è un luogo di culto cattolico situato nel comune di Sestri Levante, tra vico Macelli e piazzetta Marcello Rizzi, nella città metropolitana di Genova.

## Storia

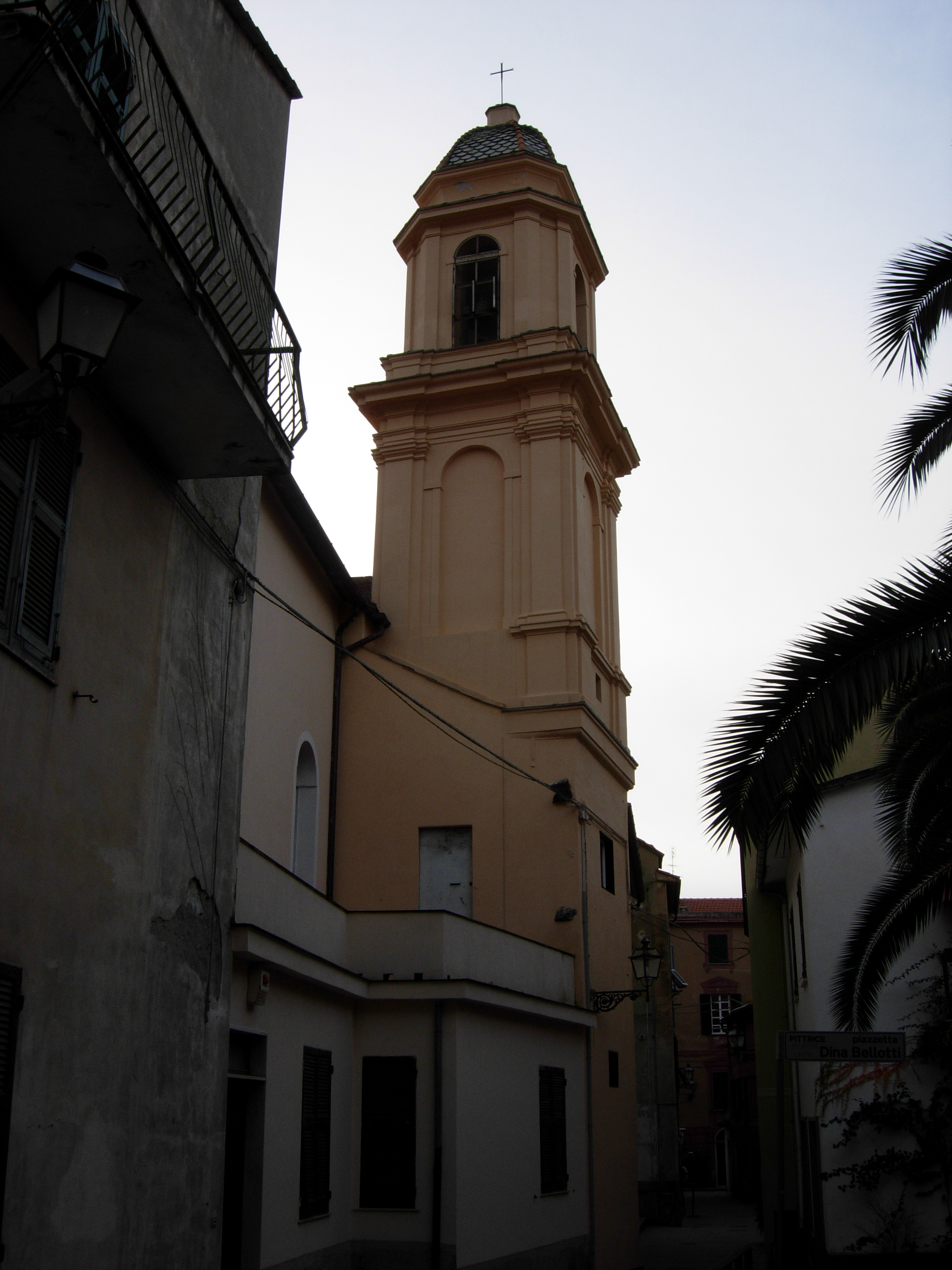
Il campanile

Sita nel cuore dell'antico borgo sestrese, fu costruita dai Padri Cappuccini nel 1640 con l'annessa struttura conventuale. La nuova urbanizzazione di Sestri Levante negli anni successivi, che non permetteva più ai frati un corretto isolamento dalla popolazione, fece sì che questi ultimi preferirono trasferirsi in un'altra località, vendendo, nel 1686, la struttura ai Preti Secolari di San Pietro in Vincoli. Nell'accordo stipulato con i Secolari si sancì che ogni bene materiale, quali opere d'arte e suppellettili, dovesse rimanere di proprietà dei Cappuccini.
Nei secoli successivi l'intero complesso subì diversi rimaneggiamenti e ampliamenti, specie dopo la dominazione francese di Napoleone Bonaparte che causò, tra l'altro, la soppressione degli ordini monastici e religiosi.
Danni ingenti, inoltre, si verificarono nel 1951, a seguito di un'esplosione avvenuta in un edificio adiacente, che rovinò il tetto, il campanile, gli stucchi del presbiterio e il coro. A tal proposito, va ricordato che l'episodio (avvenuto il 1º novembre 1951) fu tra i più tragici degli ultimi decenni. In quell'occasione, infatti, a seguito dello scoppio, un'intera serie di case crollò e si registrarono anche delle vittime. Successive indagini, riportate anche dai quotidiani dell'epoca, hanno condotto alla verosimile ipotesi di uno scoppio accidentale, avvenuto in un deposito di materiale esplosivo adiacente alla chiesa. La violenta esplosione lasciò un segno indelebile. Tutte le case a ridosso del punto di deflagrazione crollarono, facendo venire allo scoperto una torre medievale (oggi nota come Torre dei Doganieri) di cui, almeno fino a quel momento, non si aveva memoria. Inoltre, una volta tolti i detriti, si ricavò uno spiazzo, oggi denominato piazzetta Dina Bellotti, da cui - per l'appunto - è visibile la torre sopracitata.
Tornando alla chiesa, anche questa, come già detto, subì notevoli danni a causa dell'esplosione. Basti pensare che una delle campane perse il batacchio, il quale cadde sul tetto sottostante, incastrandosi in una trave. La medesima campana, inoltre, rimase inclinata di 45° (con la bocca rivolta verso l'esterno della cella), e in tale curiosa posizione era ancora visibile fino a qualche anno fa, quando iniziarono i lavori di restauro della chiesa e del malandato campanile.
Nel 1977 sono stati trasferiti, oltre agli arredi e al vasto patrimonio artistico-religioso, anche la sede dell'oratorio di Santa Caterina, distrutto in parte dai bombardamenti del 1944, durante la seconda guerra mondiale.
In questa chiesa, ogni sabato alle 16:30, si celebra in latino la santa messa nella forma tridentina, valevole per il precetto festivo.

## Descrizione

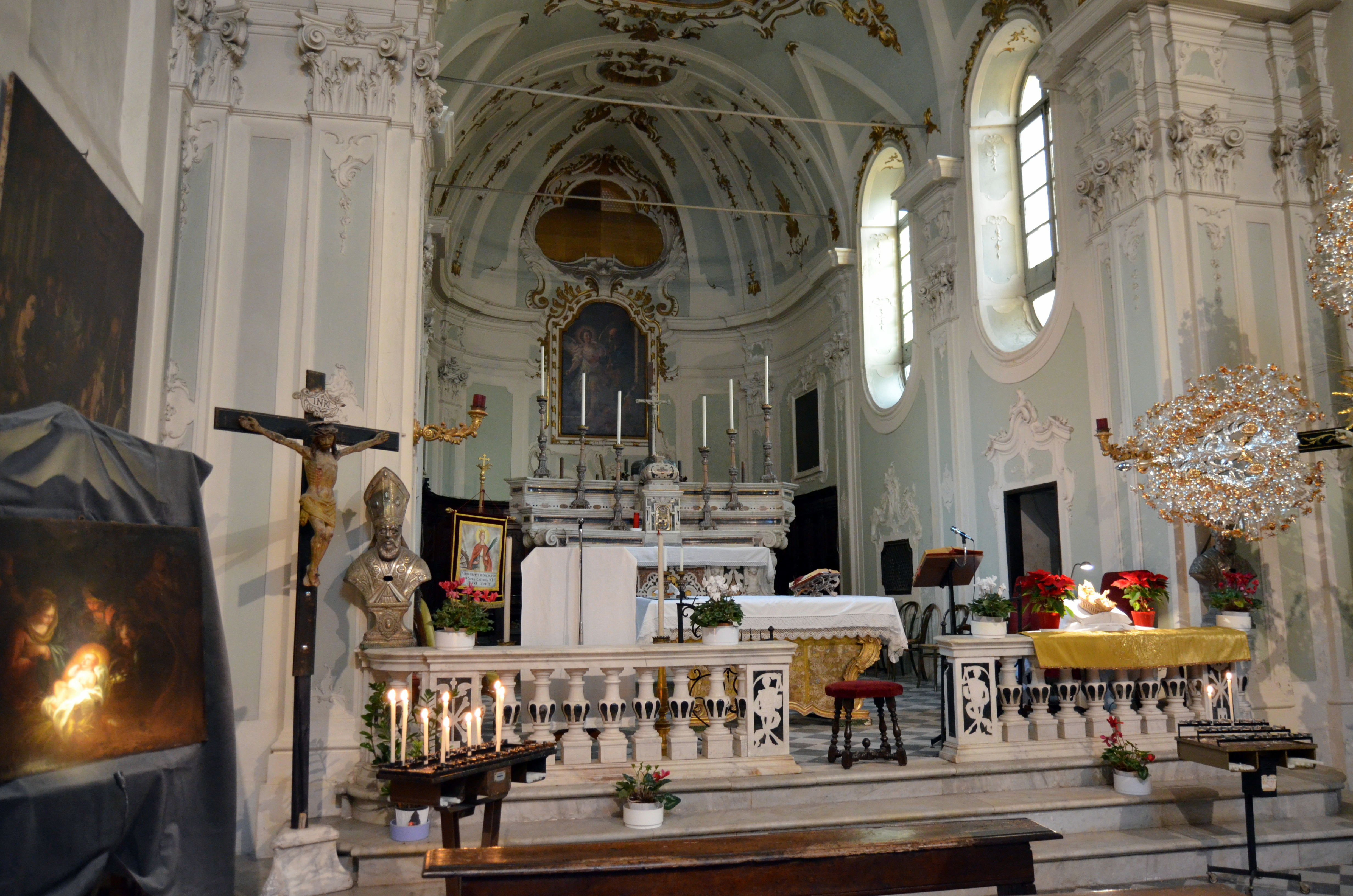
L'altare maggiore

Di struttura ad unica navata rettangolare, presenta un presbiterio absidato, e nelle pareti laterali cappelle interne con decorazioni e stucchi del XVIII secolo.
Nella prima cappella è presente un gruppo ligneo dello scultore Anton Maria Maragliano raffigurante il Martirio di santa Caterina d'Alessandria e uno stendardo del XVII secolo ritraente i Santi Caterina, Giovanni Battista e Nicolò. Nella seconda cappella, oltre al crocifisso processionale di Giambattista Bissone, vi è il dipinto di Luca Cambiaso ritraente Santa Caterina, Giovanni Battista e Nicolò.
Nella volta, affrescata da Giuseppe Galeotti nel 1751, è raffigurato San Pietro in gloria, e sempre dello stesso pittore è l'affresco nell'abside raffigurante San Pietro in Vincoli. Lungo la parete sinistra sono affrescati la Madonna col Bambino e i santi Teresa d'Avila e Giacomo di Compostela; tale dipinto è di pittore ignoto, ma risalente al Seicento.
Nella seconda cappella vi è la tela sulla Circoncisione, di pittore sconosciuto, nonché (forse di Luca Cambiaso o Cesare Corte) il dipinto del Cristo alla colonna; al secondo pittore è attribuita la paternità del quadro sulla Deposizione. Nella prima cappella è posizionata la scultura di San Giovanni Battista del 1670, il dipinto del Cristo nell'orto del XVII secolo e, di scuola pittorica bizantina, la Madonna col Bambino.
Sulla torre campanaria, è custodito un concerto di tre campane, intonato in SI3 calante, modo quasi minore, frutto di due fusioni: le campane 1^ e 3^, del 1826, sono opera del fonditore Angelo Picasso; il nome del fonditore compare soltanto sulla campana maggiore. La 2^, invece, fu gettata nel 1903 della fonderia Francesco Picasso di Recco.